# Luís Daniel Cleve
Luís Daniel Cleve (Bahrenfeld, 25 de agosto de 1833 – Foz do Iguaçu, 14 de agosto de 1914) de origem dinamarquesa, foi um sertanista, jornalista e político em terras brasileiras.

## Biografia
Daniel Cleve nasceu em Bahrenfeld, ducado de Holstein, Dinamarca (atualmente pertence a Alemanha), no dia 25 de agosto de 1833 sendo filho de Christiano Carlos Cleve e Henriqueta Frederica Maria Magdalena. Na adolescência estudou medicina na cidade de Berlim, porém, não concluiu o curso.
Aos 20 anos de idade, zarpou no navio Emily de Hamburgo para a América do Sul, juntamente com um irmão, inicialmente com a intenção de estabelecer-se em Buenos Aires. Depois resolve instalar-se em Joinville (Colônia Dona Francisca), mas ao tomar conhecimento da riqueza natural que o Brasil oferecia resolveu aportar em terras tupiniquins.
No início da década de 1850, especificamente em 1854, desembarca no porto de Paranaguá. Vem a estabelecer residência na cidade de Guarapuava em 1858 e  dedica-se, num primeiro momento, ao magistério particular.
Ao ser instalada a província do Paraná, no ano de 1853, começa a trabalhar em um departamento imperial como observador no trânsito das pessoas na região central e nas fronteiras do Paraguai e Argentina, serviços estes semelhantes a uma sentinela avançada e seus relatos são enviados ao governo imperial.
Também é fiel colaborador nos jornais: “Dezenove de Dezembro”, “Província do Paraná” e no “Eco” de cidade de Castro. Nas suas observações, Daniel Cleve solicita ao governo a necessidade urgente de criar postos militares nos arredores dos rios Santo Antônio, Iguaçu e Paraná.
Durante a guerra do Paraguai intensifica suas atividades nas fronteiras da província com os países vizinhos, fazendo com que o próprio D. Pedro II o nomeia Tenente Coronel honorário do exército. Terminada a guerra, auxilia o Barão de Capanema nos serviços de instalação de linhas telegráficas nas províncias sulistas.
Os serviços realizados nos sertões do Paraná fazem com que Daniel Cleve mantenha contato com várias tribos de índios e destas aproximações resultam em ações de inestimável valor na união e pacificação dos brancos (luso-brasileiros) com os indígenas. Isso porque o interior do Paraná, nesta época, possuía uma população diminuta, com uma natureza praticamente intocada, ausência do governo e de leis que garantissem a ordem, imensos espaços habitados por indígenas, sendo, portanto, assombrado por dezenas de conflitos entre nativos e desbravadores em constantes ataques.
Daniel Cleve torna-se um dos pacificadores das tribos hostis quando se alia a caciques de índole pacífica, como o Cacique Francisco Luiz Tigre, e a partir destes mantém diálogos com as tribos selvagens tornando-os aliados. Por petição sua ao governo imperial, este cedeu vastas áreas de terras aos índios nos arredores de Guarapuava, especialmente no aldeamento denominado "Marrecas", liderado pelo Cacique Luiz Tigre. Esse contato com índios fazem com que Daniel Cleve organize um vocabulário indígena que futuramente seria de suma importância para a aproximação total com tribos em território sul brasileiro.
Em 4 de abril de 1893 fundou o periódico “O Guayra” onde escreve artigos sobre paleontologia, zoologia, flora e a fauna da região central do Paraná, bem como, classificação das etnias autóctones e assuntos variados. Como jornalista, além das colaborações já citadas, escreveu em revistas literárias e científicas no Brasil e em alguns países europeus.
Além da atividade sertanista, Daniel Cleve também exerceu os cargos de delegado de ensino, comissário de terras, deputado provincial e estadual em algumas legislaturas, tanto na monarquia como na república.
Na legislatura de 1884 fez parte da comissão permanente do Comércio e Indústria, e teve participação ativa na questão do Contestado (disputa territorial entre o Paraná e Santa Catarina) antes do início da guerra propriamente dita.
Em 1913, aos 80 anos de idade, Daniel Cleve aceitou o convite do então governador do Paraná, Carlos Cavalcanti de Albuquerque, para chefiar uma comissão de terras no oeste do estado. Em setembro daquele ano deslocou-se para a região de Foz do Iguaçu.
Em maio de 1914 envia seu último relatório para a Secretária de Obras Públicas e Colonização, pois na sexta-feira, dia 14 de agosto de 1914, Luiz Daniel Cleve faleceu, aos 80 anos e 11 meses na cidade de Foz do Iguaçu. Seu corpo foi transladado para o Cemitério Municipal de Guarapuava, em 1946, quando se erigiu um monumento, em forma de uma coluna quebrada, representando a perda sofrida pela comunidade local.
A cidade que Daniel Cleve adotou para morar em terras brasileiras (Guarapuava) denominou uma das suas vias como Rua Daniel Cleve em uma das inúmeras homenagens ao personagem que desbravou o interior paranaense.
Foi Cleve quem deu a alcunha de "Pérola do Oeste" para Guarapuava quando mandava notícias da cidade para a Europa exaltando que "o pôr-do-sol de Guarapuava, a Pérola do Oeste, é o mais bonito do mundo".